# 8898 Linnaea
8898 Linnaea (1995 SL5) là một tiểu hành tinh vành đai chính được phát hiện ngày 29 tháng 9 năm 1995 bởi G. Emerson ở Golden.